# NGC 4573
NGC 4573 é uma galáxia espiral barrada (SB0-a) localizada na direcção da constelação de Centaurus. Possui uma declinação de -43° 37' 17" e uma ascensão recta de 12 horas, 37 minutos e 43,7 segundos.
A galáxia NGC 4573 foi descoberta em 15 de Março de 1836 por John Herschel.